# 256537 Zahn
256537 Zahn este un asteroid din centura principală de asteroizi.

## Descriere
256537 Zahn este un asteroid din centura principală de asteroizi. A fost descoperit pe 10 aprilie 2007 la Saint-Sulpice de Bernard Christophe. Asteroidul prezintă o orbită caracterizată de o semiaxă mare de 3,18 ua, o excentricitate de 0,10 și o înclinație de 13,7° în raport cu ecliptica.